# Симала
Симала (итал. Simala) — коммуна в Италии, располагается в регионе Сардиния, в провинции Ористано.
Население составляет 309 человек (30-6-2019), плотность населения составляет 23,09 чел./км². Занимает площадь 13,38 км². Почтовый индекс — 9090. Телефонный код — 0783.
Покровителем коммуны почитается святитель Николай Мирликийский, празднование 6 декабря.

## Демография
Динамика населения:

## Администрация коммуны
- Официальный сайт: http://www.comune.simala.or.it/

## Примечание
1. ↑  Statistiche demografiche ISTAT. demo.istat.it. Дата обращения: 27 ноября 2019. Архивировано из оригинала 24 июля 2019 года.